# Greeting
『Greeting』（グリーティング）は、2004年2月25日に発売された玉置成実1枚目のオリジナル・アルバム。発売元はソニー・ミュージックレコーズ。

## 概要
デビューから約10ヶ月で発売された自身初のアルバム。
シングル表題曲4曲、カップリング3曲、新曲5曲に加え、リプロダクションシングル「Believe Reproduction～GUNDAM SEED EDITION～」から「Believe-Evidence 01 Mix-」をボーナス・トラックとして収録した全13曲で構成されている。

## パッケージ仕様
初回限定盤、通常盤の2形態で発売。初回限定盤はDVDと別冊写真集が同梱されており、三方背BOX仕様となっている。
DVDには2003年12月27日に一夜限りで行われた「ガンダムSEED FESTIVAL」から玉置のライブパート（「Believe」と「Realize」）が収録されており、玉置にとって初のライブ映像化となる。

## リリース
発売当時はレーベルゲートCD2（LGCD2）規格でリリースされたが、同年11月にソニーがCCCD（LGCD2も含む）からの撤退を発表。その後、通常盤が2005年7月にCD-DA規格（通常のCD）で再リリースされ、現在店頭で販売されているものはほとんどがCD-DAになった（レンタルについては店舗にもよるがLGCD2のまま）。

## 収録曲

### Disc 1 / CD
| #         | タイトル                                        | 作詞                         | 作曲                 | 編曲                 | 時間  |
| --------- | ----------------------------------------------- | ---------------------------- | -------------------- | -------------------- | ----- |
| 1.        | 「Eternal Voice」                               | 川村サイコ                   | 鈴木大輔             | ats-                 | 5:23  |
| 2.        | 「Believe」                                     | 西尾佐栄子                   | あおい吉勇           | 齋藤真也             | 3:54  |
| 3.        | 「day by day」                                  | BOUNCEBACK                   | BOUNCEBACK           | h-wonder             | 4:31  |
| 4.        | 「Complete」                                    | 渡辺なつみ                   | 原一博               | h-wonder             | 4:11  |
| 5.        | 「Be Positive (光の中で輝いて)」                | 西田恵美・玉置成実           | m-takeshi            | 中西亮輔・m-takeshi  | 5:09  |
| 6.        | 「NEVER STOP MY HEART-君という奇跡に-」         | 渡辺なつみ                   | mo'doo               | Taka Umeno           | 5:33  |
| 7.        | 「Shining Star ☆忘れないから☆」                 | Satomi・Stefan Aberg・Shusui | Stefan Aberg・Shusui | Stefan Aberg・Shusui | 4:24  |
| 8.        | 「Realize」                                     | BOUNCEBACK                   | 大谷靖夫             | 大谷靖夫・荒井洋明   | 4:42  |
| 9.        | 「Naked」                                       | mavie                        | 小林洋介             | 齋藤真也             | 4:00  |
| 10.       | 「Destiny」                                     | 飯塚麻純                     | HΛL                  | HΛL                  | 4:23  |
| 11.       | 「明日への君」                                  | 西尾佐栄子                   | Tsukasa              | 齋藤真也             | 5:20  |
| 12.       | 「Prayer」                                      | 西尾佐栄子                   | 大谷靖夫             | HΛL                  | 4:47  |
| 13.       | 「Believe-Evidence01 Mix-」(ボーナス・トラック) | Saeko Nishio                 | Yoshiki Aoi          | HΛL                  | 5:04  |
| 合計時間: | 合計時間:                                       | 合計時間:                    | 合計時間:            | 合計時間:            | 61:21 |

### Disc 2 / DVD（初回限定盤のみ）
| #  | タイトル             | 作詞 | 作曲・編曲 |
| -- | -------------------- | ---- | ---------- |
| 1. | 「Opening Document」 |      |            |
| 2. | 「Believe」          |      |            |
| 3. | 「Realize」          |      |            |

### 楽曲解説
1. Eternal Voice
作曲に元day after tomorrowの鈴木大輔、編曲に元HΛLのats-を迎えた。
2. Believe
1stシングル「Believe」収録。
3. day by day
4. Complete
1stシングル「Believe」収録。
5. Be Positive (光の中で輝いて)
共作ながら玉置成実初作詞作品。
6. NEVER STOP MY HEART-君という奇跡に-
3rdシングル「Prayer」収録。
7. Shining Star ☆忘れないから☆
4thシングル「Shining Star ☆忘れないから☆」収録。
8. Realize
2ndシングル「Realize」収録。
9. Naked
10. Destiny
11. 明日の君
シングル「Realize」収録。
12. Prayer
3rdシングル「Prayer」収録。
13. Believe-Evidence01 Mix- （ボーナス・トラック）
「Believe Reproduction～GUNDAM SEED EDITION～」収録曲